# سافو يوفانوفيتش
سافو يوفانوفيتش هو لاعب كرة قدم صربي في مركز الوسط، ولد في 11 نوفمبر 1999 في أوزيتشى في صربيا. لعب مع سلوبودا أوزيس.

## وصلات خارجية
- سافو يوفانوفيتش على موقع Soccerway.com (الإنجليزية)